# Resolució 1313 del Consell de Seguretat de les Nacions Unides
La Resolució 1313 del Consell de Seguretat de les Nacions Unides fou adoptada per unanimitat el 4 d'agost de 2000. Després de recordar totes les resolucions anteriors sobre la situació a Sierra Leone, el Consell va ampliar el mandat de la Missió de les Nacions Unides a Sierra Leone (UNAMSIL) fins al 8 de setembre de 2000 i va expressar la seva intenció de revisar el mandat de la missió basant-se en recomanacions.
La resolució es va iniciar amb la condemna enèrgica dels atacs i la detenció del personal de la UNAMSIL i va elogiar l'acció decisiva del Comandant de la Força de la UNAMSIL contra la contínua amenaça del Front Revolucionari Unit (FRU) i altres elements armats. Les violacions de l'Acord de Pau de Lomé fetes pel RUF justificaven un reforçament del mandat de la UNAMSIL fins que es garantís la seguretat de l'operació i s'establís un entorn permissiu. Prenent en consideració els punts de vista de la Comunitat Econòmica dels Estats d'Àfrica Occidental (ECOWAS), del govern de Sierra Leone i dels països que aporten contingents, al mandat de la UNAMSIL, basat en les resolucions 1270 (1999) i 1289 (1999), se li van assignar les següents tasques:
(a) mantenir la seguretat de les principals rutes cap a Lungi i Freetown;
(b) respondre contra les amenaces del RUF;
(c) desplegar-se en ubicacions estratègiques i principals centres de població;
(d) patrullar en línies estratègiques de comunicació com les rutes principals de la capital Freetown;
(e) promoure el procés de pau que condueixi a desmilitarització, desmobilització i programes de reintegració renovats.
El component militar de la UNAMSIL es reforçaria mitjançant rotacions de tropes i una força de reserva reforçada amb equips de combat i logística més actualitzats. El Consell va reconèixer que l'ofensiva del RUF contra la UNAMSIL va revelar febleses en la missió i es va exigir la implementació de recomanacions per millorar el rendiment i la capacitat de la missió. La finalització dels objectius de la missió dependrà de les unitats millorades, els recursos adequats i el compromís d'implementar el seu mandat.
Finalment, es va demanar al Secretari General Kofi Annan que informés al Consell tan aviat com sigui possible sobre la reestructuració i l'enfortiment de la UNAMSIL.